# Tomaschpil
Tomaschpil (ukrainisch Томашпіль; russisch Томашполь Tomaschpol) ist eine Siedlung städtischen Typs in der Ukraine mit etwa 5500 Einwohnern (2014) und war bis Juli 2020 das administrative Zentrum des gleichnamigen Rajons Tomaschpil.

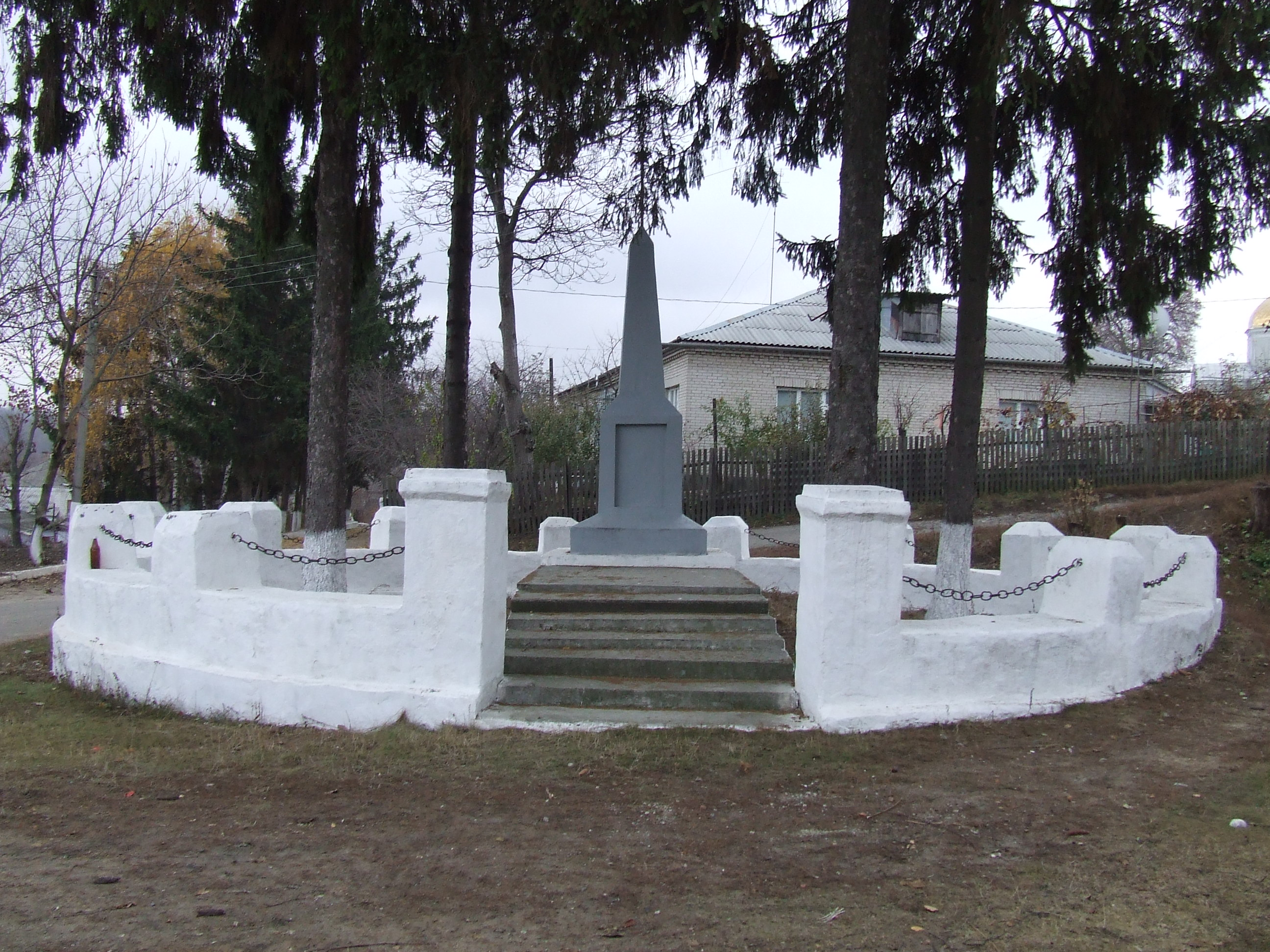
Kriegerdenkmal in Tomaschpil

## Geschichte
Der 1616 gegründeten Ortschaft wurde im Jahre 1923 der Status einer Siedlung städtischen Typs verliehen.

## Geographie
Tomaschpil liegt im Süden der Oblast Winnyzja am Ufer der Tomaschpilka (Томашпілька), einem 38 km langen Fluss, der über die Russawa (Русава) zum Dnister abfließt. Das Dorf befindet sich 95 km südlich vom Oblastzentrum Winnyzja und 20 km westlich vom nächsten Bahnhof in Wapnjarka.
Durch die Ortschaft verläuft die Regionalstraße P–08.

## Verwaltungsgliederung
Am 8. September 2016 wurde die Siedlung zum Zentrum der neugegründeten Siedlungsgemeinde Tomaschpil (Томашпільська селищна громада/Tomaschpilska selyschtschna hromada), zu dieser zählten auch die 3 Dörfer Horyschkiwka, Netrebiwka und Rakowa sowie die Ansiedlung Horyschkiwske, bis dahin bildete sie zusammen mit der Ansiedlung Horyschkiwske die gleichnamige Siedlungsratsgemeinde Tomaschpil (Томашпільська селищна рада/Tomaschpilska selyschtschna rada) im Zentrum des Rajons Tomaschpil.
Am 21. Dezember 2018 kamen noch die 11 Dörfer Antoniwka, Jalanez, Kalynka, Kassjaniwka, Kyslyzke, Palanka, Penkiwka, Pylypy-Boriwski, Roschnjatiwka, Scholoby und Wapnjarky zum Gemeindegebiet, am 30. August 2019 folgte noch das Dorf Wyla.
Am 12. Juni 2020 kamen noch die 10 in der untenstehenden Tabelle aufgelisteten Dörfer sowie die Ansiedlung Komarhorodske zum Gemeindegebiet.
Am 17. Juli 2020 kam es im Zuge einer großen Rajonsreform zum Anschluss des Rajonsgebietes an den Rajon Tultschyn.
Folgende Orte sind neben dem Hauptort Tomaschpil Teil der Gemeinde:
| Name                     | Name             | Name                                 |
| ukrainisch transkribiert | ukrainisch       | russisch                             |
| ------------------------ | ---------------- | ------------------------------------ |
| Antoniwka                | Антонівка        | Антоновка (Antonowka)                |
| Blahodatne               | Благодатне       | Благодатное (Blagodatnoje)           |
| Hnatkiw                  | Гнатків          | Гнатков (Gnatkow)                    |
| Horyschkiwka             | Горишківка       | Горышковка (Gorischowka)             |
| Horyschkiwske            | Горишківське     | Горышковское (Goryschkowskoje)       |
| Jalanez                  | Яланець          | Яланец                               |
| Jaryschiwka              | Яришівка         | Ярышевка (Jaryschewka)               |
| Kalynka                  | Калинка          | Калинка (Kalinka)                    |
| Kassjaniwka              | Касянівка        | Касьяновка (Kasjanowka)              |
| Komarhorod               | Комаргород       | Комаргород (Komargorod)              |
| Komarhorodske            | Комаргородське   | Комаргородское (Komargorodskoje)     |
| Kyslyzke                 | Кислицьке        | Кислицкое (Kisluzkoje)               |
| Lypiwka                  | Липівка          | Липовка (Lipowka)                    |
| Netrebiwka               | Нетребівка       | Нетребовка (Netrebowka)              |
| Oleksandriwka            | Олександрівка    | Александровка (Aleksandrowka)        |
| Palanka                  | Паланка          | Паланка                              |
| Penkiwka                 | Пеньківка        | Пеньковка (Penkowka)                 |
| Pylypy-Boriwski          | Пилипи-Борівські | Пилипы-Боровские (Pilipy-Borowskije) |
| Rakowa                   | Ракова           | Ракова                               |
| Roschnjatiwka            | Рожнятівка       | Рожнятовка (Roschnjatowka)           |
| Russawa                  | Русава           | Русава                               |
| Sabiljany                | Забіляни         | Комаргородское (Komargorodskoje)     |
| Scholoby                 | Жолоби           | Комаргородское (Komargorodskoje)     |
| Stina                    | Стіна            | Стена                                |
| Wapnjarky                | Вапнярки         | Вапнярки (Wapnjarki)                 |
| Welyka Russawa           | Велика Русава    | Великая Русава (Welikaja Russawa)    |
| Wyla                     | Вила             | Вила (Wila)                          |